# ゴール州
ゴール州（ゴールしゅう、ダリー語：غور Ghowr/Ghūr）は、アフガニスタン中部の地方、州。グールともいう。ゴールは元は中世ペルシャ語のGarで「山」の意。州都はチャグチャラーン。人口598,600人 (2006年の公式推計)。

## 歴史

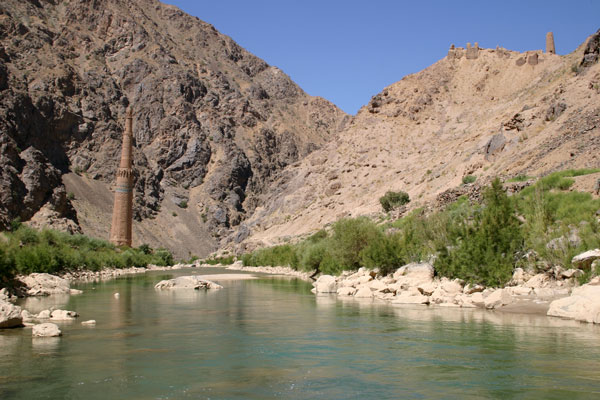
ハリー川とジャームのミナレット

現在の主要な民族であるアイマーク人はテュルク系遊牧民の出自を持つと考えられているが、古代にこの地方に住んでいたのはインド・ヨーロッパ語族のイラン語群の言語を話すイラン系の山岳遊牧民であり、イスラム時代の文献ではゴール人（グール人）と呼ばれる。イスラム帝国の支配がこの地方に及ぶ直前には、ハリー川を下った先にある大都市ヘラートを支配するサーサーン朝ペルシア帝国に従っており、サーサーン朝が倒されてヘラートがムスリム（イスラム教徒）の支配下となってから遠からずイスラム教に改宗していった。
のちにゴール朝を興すシャンサバーニー族のシャンサブ家の先祖は、ゴール朝の滅亡後にまとめられた年代記によると、第4代正統カリフ、アリーの時代にイスラムに改宗し、アッバース朝のハールーン・アッ＝ラシードのときゴール地方の領主に任命されたことになっている。確実な歴史においては11世紀頃からゴール北部のハリー川上流域にシャンサバーニー族の土着王国があらわれ、ガズナ朝と熾烈な抗争を繰り広げ、強大なガズナ朝の前に服属を余儀なくされた。
12世紀の半ばになると、シャンサバーニー家のゴール王国は独立を達成し、世紀後半の英主ギヤースッディーン・ムハンマドのもとでホラーサーンからインド亜大陸に至る広大な領域を治めるゴール朝に発展する。ギヤースッディーンはヘラートを征服して新しい拠点としたが、本来の本拠地であるゴールのフィールーズクーフにもその繁栄は及び、数多くのモスク（礼拝所）やマドラサ（学校）がゴールの山岳地帯の只中に建設された。そのギヤースッディーンの時代に建てられた建造物のひとつとみられるのがハリー川の支流の傍らに立つ世界遺産ジャームのミナレットであるが、本来フィールーズクーフにあった多くの建造物は廃墟となっている。
13世紀にはゴール朝を滅ぼしたホラズム・シャー朝による支配を受け、次いでホラズム・シャー朝を滅ぼしたモンゴル帝国の支配下に入った。ゴール朝の時代にアフガニスタン西部に散ったゴール人たちはヘラートにクルト朝を立て、モンゴル帝国のイラン政権であるイルハン朝に服属する地方政権となる一方、山岳地帯にはモンゴルの駐留軍が入り込んでいった。モゴール人はこの末裔とみられ、またハザーラ人もモゴール人とは別の民族とみなされ、モンゴル語を話していた痕跡はないものの、モンゴロイドの形質がはっきりとでた容貌をしていることから、モンゴル帝国の軍隊と何らかの関係があるとも言われている。
その後、クルト朝を滅ぼしたティムール朝の支配、次いでインドのムガル帝国とイランのサファヴィー朝によるアフガニスタンの山岳地帯の争奪、パシュトゥーン人によるアフガニスタンの建国を経て、この地方の主要な住民はイラン系のゴール人よりもテュルク系の出自をもつとみられるアイマーク人になっていったとみられ、近代以降にはゴール人と呼ばれる人々は知られていない。また言語的には、中央アジアの共通語であるペルシア語の一種ダリー語が浸透し、アイマーク人は完全に、モゴール人もほぼ完全にダリー語を日常語とするようになっている。

### 21世紀
2021年、アメリカ軍の撤退に伴いターリバーンの勢力が再び拡大、8月に全土が制圧されると国際的な支援が停滞した。ゴール州にも影響が及び食料価格などが高騰、同年9月までの半年間で17人の子供が栄養失調で死亡した。

## 政治
カルザイ政権が進める地方軍閥の武装解除の過程でゴール州にも騒乱が起きた。2004年6月17日、中央政府による武装解除に反抗した軍閥アブドゥル・サラーム・ハーン率いる数百人の兵隊が、州都チャグチャラーンを襲撃し包囲した。戦闘で18人が死亡または重傷を負い、知事は逃亡した。知事との交渉の結果、アフガニスタン国軍の陸軍大隊到着のわずか1日前の6月23日、ハーンは撤退した。2007年現在、州知事はアブドル・カディル・アラムに交替している。

## 地理
ヒンドゥークシュ山脈の西端に位置する山岳地帯で、ヘルマンド川、ハリー川 (ハリー・ルード、テジェン) など多くの川の上流が穿った渓谷地帯と分水嶺の山脈が連なる。西にはホラーサーン地方の大都市ヘラートがあり、東に抜ければカーブルと中央アジアを繋ぐ交通の要衝バーミヤーンである。

## 行政区分
ゴール州には10県が含まれる。

### 県
1. en:Chaghcharan District - 州都チャグチャラーン・・・チャグチャラーンはハリー川の南側にある標高海抜 2,280 m、人口119,700人 (2006年の公式推計) の州内最大の都市。ヘラートとカーブルを結ぶ幹線道路沿いにあり、空港もある。
2. en:Charsadda District, Afghanistan
3. en:Dawlat Yar District
4. en:Du Layna District
5. en:La‘l wa Sar Jangal District
6. en:Pasaband District
7. en:Saghar District
8. en:Shahrak District - en:Dahan-e Falezak, Shahrak（ジャームのミナレット）
9. en:Taywara District
10. en:Tulak District

## 住民
主要な民族はダリー語を話す半農半牧のスンナ派のアイマーク人で、東部ヒンドゥークシュ方面はハザーラジャード、すなわちシーア派を信じるハザーラ人たちの居住地帯である。南部にはモンゴル帝国時代にアフガニスタンにやってきたモンゴル軍の末裔として知られるモゴール人のアフガニスタンにおける原住地があるが、カンダハールの方面からアフガニスタンの最大民族パシュトゥーン人の遊牧民が入り込んできている。

## 文化
ゴール朝の最盛期に築かれた世界第2の高さを持つジャームのミナレットと考古遺跡群が、2002年にユネスコの世界遺産 (文化遺産) に登録された。

## トリビア
後にショーン・コネリー主演で映画化もされた、ラドヤード・キップリングの短編「王になろうとした男」は、19世紀のアメリカ人探検家ジョサイア・ハーランのゴールでの冒険譚をモデルに執筆された。